# 藤田晋也
藤田 晋也（ふじた しんや）は、日本のお笑いタレント。大阪府出身。太田プロダクション所属。

## 略歴・概説
デビュー前は、辻調理師専門学校でフランス料理など西洋料理を学び、卒業後はプロのシェフとしてホテルニューオータニなどのホテル、レストランで勤務。その後お笑いタレントに転身し、2003年9月より活動を開始。かつてはコンビ「フジタと大介」で活動、その後ピン芸人「フジタシンヤ」となり、2007年6月に小学校、中学校時代の同級生とコンビ「Par-Do」パードゥ）を結成。その後解散し再びピンとなり、フジタ帝国となる。ピン時代の一人コントでは、「となりのトトロ」、「スーパーマリオブラザーズ」の星（スーパースター）など、着ぐるみを着てのキャラクターで演じるものなどがあった。
2010年9月末 エヌフォースプロモーションを退社、10月に元「ジュモンれもん」の肥後DNA博暁とピン芸人「イノシマ全治6ヶ月」とトリオ「ドレミ倶楽部」を結成。
2012年3月末 トリオからイノシマ全治6ヶ月脱退、コンビになり漫才がネタの主体となる。
ラジオ、テレビ、舞台、お笑いライブ、インターネット、イベント等多方面で活躍している。
2013年2月21日、芸名を本名の『藤田晋也』に改名すると発表。
2013年4月より、買い物ナビサイト『@DIME』内にて週一回「ドレミ倶楽部・藤田晋也の5分で簡単おつまみレシピ」の連載を開始（）。

## 出演
ドレミ倶楽部#出演歴も参照。

### テレビ
- ごくせん 第2シリーズ（日本テレビ） - 第5話（2005年2月12日放送）[6]
- 格闘神話MARS（テレビ埼玉） - 2008年1月-2008年3月、（レギュラーMC）[6]

### ラジオ
- spice arts radio（エフエムむさしの） - 2004年4月-2005年3月、アシスタントパーソナリティー[6]

### 舞台
- いつの踊り子?もう一度会いたいだった?（三軒茶屋スタジオ・シアタースパーク1、2005年3月）[6]

### インターネット
- 若菜のカウンセリングルーム - 2007年9月-2008年4月、アシスタントパーソナリティー
- おひげ電視台（2009年からUstreamで配信） - ゲスト

### ライブ
- 太田プロライブ 月笑
- 太田プロJrライブ
- すっとこどっこい（大川興業）
- 幡ヶ谷ヤングライブ
- サンパチライブ
- NO brandライブ
- なりあがり畑
- 板橋芸人祭り[1]
- ピラミッダー（Studio twl）

### イベント
- 打ち水大作戦2005
- 打ち水大作戦2006
- 打ち水大作戦2007
- 打ち水大作戦2008[1]